# 니콜라우스 오토

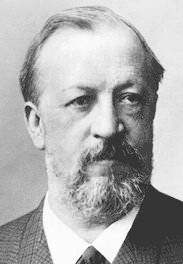
니콜라우스 오토

니콜라우스 오토(독일어: Nikolaus August Otto, 1832년 6월 10일~1891년 1월 26일)는 독일의 기계 기술자이다. 1864년 일종의 4 사이클 내연기관을 만들었으며, 1867년 파리 박람회에 출품하여 인기를 끌었다. 1872년 독일 가스 기관 제작 회사를 세우고 다임러의 협력을 얻어 '오토 기관'이라는 실용적인 4사이클 가스 기관을 만들고, 1877년 특허를 받았다. 이로써 내연 기관 발달의 기초를 쌓았다.
〈〉